# 似月穿云
《似月穿云》（羅馬化：Dut Chan Dun Mek）是一部由Dida Video Productions制作，路易斯·赫斯及葵莎琳·诺伊普恩主演的泰国浪漫爱情剧。此剧改编自Homduk的同名泰国小说，预计将在泰国第7电视台播出。

## 演员阵容
- 路易斯·赫斯 饰演 Tremek[1][2]
- 葵莎琳·诺伊普恩[1][2]
- 帕潘妲·克林苏曼[1][2]
- 那茬浓·普瓦弄[1][2]
- 普萨纳·布安甘[1][2]
- 卡特莎拉·瓦塔娜善[1][2]
- 潘查雅·苏瓦娜顾[1][2]
- 颂猜·萨图坦[1][2]
- 缓乐莉·格隆格侬（英语：Khwanruedi Klomklom）[1][2]
- 塔农萨·苏帕坎[1][2]
- 库萨玛·坦萨顾[1][2]
- 莎琳·伊萨朗坤·那·阿育他亚[1][2]